# TAXMEN
『TAXMEN』（タックスメン）は、2010年1月11日から毎週月曜23:00～23:30に東京メトロポリタンテレビで放送されたテレビドラマのタイトルである。全12話。井上正大と安田顕のW主演。
ソニー・ミュージックエンタテインメントが、2009年4月より東京メトロポリタンテレビ及びテレビ神奈川でスタートさせたプロジェクト「E!TV」のうちの一番組である。
冒頭のナレーションは平田広明が担当。

## あらすじ
2025年の日本国、財政難に陥った政府は財源確保として『特殊税法』を導入。世の中のあらゆるものに税金をかけた。
特殊税法第8条「特殊税優先の原則に基づき、特殊税は納税者の総財産についてすべての公課・その他の債権に先だって徴収する」に基づき、悪質な特殊税滞納者から税金を取り立てるべく財務省国税庁から派遣される捜査官、通称TAXMENの一員であるニコとロクの物語。
ターゲットは指令書に書かれており、指令書は2人の行きつけのレストラン「M'S GRILL」のメニュー（ステーキの熱々の鉄板の下など）に隠されている。

## 登場人物
ニコ-井上正大
財務省国税庁査察部査察課に勤める、TAX No.025の捜査官。2002年11月20日生まれの23歳。茶髪をパンチパーマにした青年。歳若くまだ経験不足だが、真面目な熱血漢。
理系出身でコンピュータのスキルが高く、捜査の際にはコンピュータの通信記録等の調査等を担当する。喧嘩は1人で数人の手練を倒せるほど強い。
ロク-安田顕
財務省国税庁査察部査察課に勤める、TAX No.006の捜査官。1990年12月8日生まれの35歳。黒髪をオールバックにした男。捜査官歴14年のベテランで、常にトップの成績を上げている凄腕。普段は軽い性格だが、ここぞという時には決めるハードボイルド。
助平かつ空気が読めないところがあり、ダンディな風貌とは裏腹にモテない。動物アレルギー持ちで、動物が近寄ると必ず鼻水が出る。
特殊税の制定には内心で疑問を持っており、最後には特殊税を制定した現在の内閣総理大臣・宇田川の汚職の証拠をニコ、ミナとともに暴き、特殊税の廃止を決定的なものとした。
ハチ-神戸浩
ニコとロクが情報源として利用している、公園に住むホームレス。雑誌の付録やレアカード等、めったに手に入らないグッズと引き換えに、税金徴収の手掛かりとなるゴミを提供する。
ミナ-松岡音々
ニコとロクの行きつけのハンバーグ・ステーキレストラン「M'S GRILL」のウエイトレスで、ロクに惚れられている。東都大学の学生で、学費を稼ぐためにウエイトレスやキャバクラ嬢をしている、といった設定で通っているが、その正体は財務省国税庁査察部査察課からニコとロクの監視役として派遣されている、TAX No.037の査察官であり、彼らへの指令もゼロの指示の下、彼女が出している。
ゼロ-野波麻帆
通称・ボス。財務省国税庁査察部査察課のトップに立つ、TAX No.000の女性査察官。ロクとは同期で過去にコンビを組んでいたが、そうは見えないほど外見が若い。
以前、特殊税を制定した現在の内閣総理大臣・宇田川の汚職の片棒を担いでいたことがあり、ロクとニコのコンビにその証拠を暴かれ、最後はミナに警察を呼ばれ逮捕され失脚した。
宇田川一郎-平田広明
現在の内閣総理大臣。特殊税をマニフェストとして掲げ圧倒的な支持の下当選したが、現在は支持率が急降下し（最終的に支持率は5%まで低下）、退陣は時間の問題とされている。
以前、ゼロとともにかなりの汚職や脱税を行っていたことがあり、ニコとロクにその証拠を暴かれ、最後に莫大な税金を支払わされることとなった。

## 各話タイトル・徴収対象者
| 各話    | タイトル                        | 徴収対象者                 | 職業                       |
| ------- | ------------------------------- | -------------------------- | -------------------------- |
| CASE-01 | スピリチュアル税                | 神野一声（甲本雅裕）       | スピリチュアルアドバイザー |
| CASE-02 | 浮気税                          | 不知火貞行（堀部圭亮）     | サラリーマン               |
| CASE-03 | ラーメン税（前篇・後篇）        | 鳴門次郎（嶋田久作）       | 「天下一巡ラーメン」社長   |
| CASE-04 | ペット税（前篇・後篇）          | 間宮アキ（中村ゆり）       | 「CLUB ZOO」キャバクラ嬢   |
| CASE-05 | コピー&ペースト税（前篇・後篇） | 松戸博士（飯田基祐）       | 東都大学医学部教授         |
| CASE-06 | 童貞税（前篇・後篇）            | 京極屋菊之助（川岡大次郎） | 歌舞伎役者                 |
| CASE-07 | ナンバーワン税（前篇・後篇）    | 矢野的矢（加藤慶祐）       | プロダーツ選手             |
| CASE-07 | ナンバーワン税（前篇・後篇）    | TAX No.006 ロク（安田顕）  | 財務省国税庁査察部捜査官   |

## スタッフ
- 企画・監修：アットムービー
- 監督：三木康一郎・多胡由章・武居正能
- プロデュース：森谷雄・今泉潤
- 脚本：ますもとたくや・加藤公平
- 音楽：横山克
- ナレーション：平田広明
- 制作プロダクション：アットムービー・クリエイティヴ
- 製作：ソニー・ミュージックエンタテインメント
- 主題歌：「Fly away」Rake（アリオラジャパン）

## ネット局
| 放送対象地域 | 放送局        | 放送期間                      | 放送時間                 | 放送系列       | 備考                     |
| ------------ | ------------- | ----------------------------- | ------------------------ | -------------- | ------------------------ |
| 東京都       | TOKYO MX      | 2010年1月11日 - 2010年3月29日 | 月曜 23時00分 - 23時30分 | 独立UHF局      |                          |
| 神奈川県     | tvk           | 2010年1月13日 - 2010年3月31日 | 水曜 23時30分 - 24時00分 | 独立UHF局      |                          |
| 北海道       | 北海道テレビ  | 2010年4月2日 - 2010年6月18日  | 金曜 24時15分 - 24時45分 | テレビ朝日系列 |                          |
| 近畿広域圏   | 毎日放送      | 2010年4月8日 - 2010年6月24日  | 木曜 26時20分 - 26時50分 | TBS系列        |                          |
| 日本全域     | フジテレビTWO | 2010年5月6日 - 2010年6月10日  | 木曜 22時00分 - 23時00分 | CS放送         | 2話放送 リピート放送あり |
| 長野県       | 長野朝日放送  | 2012年4月14日 - 2012年6月30日 | 土曜 25時30分 - 26時00分 | テレビ朝日系列 |                          |